# Rolex Sports Car Series 2013
Navigation
Édition précédente
Le 'Grand American Road Racing Championship 2013' (officiellement appelé le 2013 Rolex Sports Car Series) est la quatorzième et dernière saison, avant de fusionner avec l'American Le Mans Series en 2014, du championnat américain d'endurance organisé part la Grand American Road Racing Association. L'édition 2013 s'est déroulée du 26 janvier au 28 septembre. Trois catégories de voiture ont participé à cette saison, les Daytona Prototype (en) (DP), les Grand Tourisme (GT) et les Grand Tourisme Alternatif (GX).

## Repères de débuts de saison
- Lotus avait annoncé le développement d'une nouvelle Evora pour la saison 2013 du Rolex Sports Car Series[1].
- En septembre 2012, des tests ont été réalisés au Kansas Speedway dans l'espoir d'y courir durant la saison 2013. Les tests ont été couronnés de succès[2].

## Calendrier
| N° | Date                     | Nom de la Course                                        | Durée               | Circuit                        | Lieu          | État, Pays              |
| -- | ------------------------ | ------------------------------------------------------- | ------------------- | ------------------------------ | ------------- | ----------------------- |
| 1  | 26 janvier et 27 janvier | Rolex 24 at Daytona                                     | 24 Heures           | Daytona International Speedway | Daytona Beach | Floride, États-Unis     |
| 2  | 2 mars                   | Grand-Am of The Americas presented by GAINSCO and TOTAL | 2 Heures 45 Minutes | Circuit des Amériques          | Austin        | Texas, États-Unis       |
| 3  | 6 avril                  | Porsche 250                                             | 2 Heures            | Barber Motorsports Park        | Birmingham    | Alabama, États-Unis     |
| 4  | 20 avril                 | Visual Studio Ultimate Grand Prix of Atlanta            | 2 Heures 45 Minutes | Road Atlanta                   | Braselton     | Géorgie, États-Unis     |
| 5  | 1 juin                   | Chevrolet Grand-Am Detroit 200                          | 2 Heures            | Belle Isle                     | Détroit       | Michigan, États-Unis    |
| 6  | 15 juin                  | Diamond Cellar Classic                                  | 2 Heures 45 Minutes | Mid-Ohio Sports Car Course     | Lexington     | Ohio, États-Unis        |
| 7  | 30 juin                  | Sahlen's Six Hours of The Glen                          | 6 Heures            | Watkins Glen International     | Watkins Glen  | New York, États-Unis    |
| 8  | 26 juillet               | Brickyard Grand Prix                                    | 3 Heures            | Indianapolis Motor Speedway    | Indianapolis  | Indiana, États-Unis     |
| 9  | 10 août                  | VisitFlorida.com Sports Car 250                         | 2 Heures 45 Minutes | Road America                   | Elkhart Lake  | Wisconsin, États-Unis   |
| 10 | 17 août                  | SFP Grand Prix                                          | 2 Heures 45 Minutes | Kansas Speedway                | Kansas City   | Kansas, États-Unis      |
| 11 | 8 septembre              | Continental Tire Sports Car Festival                    | 2 Heures 45 Minutes | Mazda Raceway Laguna Seca      | Monterey      | Californie, États-Unis  |
| 13 | 28 septembre             | Championship Weekend presented by BMW                   | 2 Heures 45 Minutes | Lime Rock Park                 | Lakeville     | Connecticut, États-Unis |

## Resultats
Vainqueur au classement général en gras.
| N° | Course       | DP Écurie victorieuse                                      | GT Écurie victorieuse                                            | GX Écurie victorieuse                               | Résultats |
| N° | Course       | DP Pilote Victorieux                                       | GT Pilote Victorieux                                             | GX Pilote Victorieux                                | Résultats |
| -- | ------------ | ---------------------------------------------------------- | ---------------------------------------------------------------- | --------------------------------------------------- | --------- |
| 1  | Daytona      | #01 Chip Ganassi Racing                                    | #24 Audi Sport customer racing/AJR                               | #16 Napleton Racing                                 | Résultats |
| 1  | Daytona      | Charlie Kimball Juan Pablo Montoya Scott Pruett Memo Rojas | Filipe Albuquerque Oliver Jarvis Edoardo Mortara Dion von Moltke | Nelson Canache David Donohue Shane Lewis Jim Norman | Résultats |
| 2  | Austin       | #99 GAINSCO/Bob Stallings Racing (en)                      | #94 Turner Motorsport                                            | #38 BGB Motorsports                                 | Résultats |
| 2  | Austin       | Jon Fogarty Alex Gurney                                    | Bill Auberlen Paul Dalla Lana                                    | Jim Norman Jeff Mosing Spencer Pumpelly             | Résultats |
| 3  | Barber       | #10 Wayne Taylor Racing                                    | #57 Stevenson Motorsports                                        | #38 BGB Motorsports                                 | Résultats |
| 3  | Barber       | Max Angelelli Jordan Taylor                                | John Edwards Robin Liddell                                       | Jim Norman Spencer Pumpelly                         | Résultats |
| 4  | Road Atlanta | #01 Chip Ganassi Racing                                    | #57 Stevenson Motorsports                                        | #00 SpeedSource                                     | Résultats |
| 4  | Road Atlanta | Scott Pruett Memo Rojas                                    | John Edwards Robin Liddell                                       | Andrew Carbonell Joel Miller                        | Résultats |
| 5  | Detroit      | #10 Wayne Taylor Racing                                    | #57 Stevenson Motorsports                                        | #00 SpeedSource                                     | Résultats |
| 5  | Detroit      | Max Angelelli Jordan Taylor                                | John Edwards Robin Liddell                                       | Joel Miller Tristan Nunez                           | Résultats |
| 6  | Mid-Ohio     | #5 Action Express Racing                                   | #94 Turner Motorsport                                            | #70 SpeedSource                                     | Résultats |
| 6  | Mid-Ohio     | João Barbosa Christian Fittipaldi                          | Bill Auberlen Paul Dalla Lana                                    | Tom Long Sylvain Tremblay                           | Résultats |
| 7  | Watkins Glen | #5 Action Express Racing                                   | #57 Stevenson Motorsports                                        | #00 SpeedSource                                     | Résultats |
| 7  | Watkins Glen | João Barbosa Christian Fittipaldi                          | John Edwards Robin Liddell                                       | Joel Miller Tristan Nunez Yojiro Terada             | Résultats |
| 8  | Indianapolis | #2 Starworks Motorsport                                    | #61 R.Ferri/AIM Motorsport Racing with Ferrari                   | #70 SpeedSource                                     | Résultats |
| 8  | Indianapolis | Ryan Dalziel Alex Popow                                    | Jeff Segal Max Papis                                             | Tom Long Sylvain Tremblay                           | Résultats |
| 9  | Road America | #8 Starworks Motorsport                                    | #94 Turner Motorsport                                            | #00 SpeedSource                                     | Résultats |
| 9  | Road America | Brendon Hartley Scott Mayer (en)                           | Bill Auberlen Paul Dalla Lana                                    | Joel Miller Tristan Nunez                           | Résultats |
| 10 | Kansas       | #10 Wayne Taylor Racing                                    | #63 Scuderia Corsa                                               | #00 SpeedSource                                     | Résultats |
| 10 | Kansas       | Max Angelelli Jordan Taylor                                | Alessandro Balzan Leh Keen                                       | Joel Miller Tristan Nunez                           | Résultats |
| 11 | Laguna Seca  | #10 Wayne Taylor Racing                                    | #44 Magnus Racing                                                | #70 SpeedSource                                     | Résultats |
| 11 | Laguna Seca  | Max Angelelli Jordan Taylor                                | Andy Lally John Potter                                           | Tom Long Sylvain Tremblay                           | Résultats |
| 12 | Lime Rock    | #10 Wayne Taylor Racing                                    | #31 Marsh Racing                                                 | #70 SpeedSource                                     | Résultats |
| 12 | Lime Rock    | Max Angelelli Jordan Taylor                                | Lawson Aschenbach Eric Curran Boris Said                         | Tom Long Sylvain Tremblay                           | Résultats |

## Classements

### Daytona Prototypes(en)(DP)
| Pos. | Pilote(s)            | R24 | TXS | BIR | ATL | BEL | LEX | S6H | IMS | ELK | KAN | LGA | LIM | Points |
| ---- | -------------------- | --- | --- | --- | --- | --- | --- | --- | --- | --- | --- | --- | --- | ------ |
| 1    | Max Angelelli        | 2   | 10  | 1   | 6   | 1   | 6   | 10  | 15  | 7   | 1   | 1   | 1   | 339    |
| 1    | Jordan Taylor        | 2   | 10  | 1   | 6   | 1   | 6   | 10  | 15  | 7   | 1   | 1   | 1   | 339    |
| 2    | Scott Pruett         | 1   | 3   | 4   | 1   | 12† | 11  | 7   | 2   | 4   | 2   | 2   | 3   | 326    |
| 2    | Memo Rojas           | 1   | 3   | 4   | 1   | 12† | 11  | 7   | 2   | 4   | 2   | 2   | 3   | 326    |
| 3    | Jon Fogarty          | 7   | 1   | 2   | 3   | 6   | 5   | 14  | 3   | 8   | 8   | 4   | 12  | 312    |
| 3    | Alex Gurney          | 7   | 1   | 2   | 3   | 6   | 5   | 14  | 3   | 8   | 8   | 4   | 12  | 312    |
| 4    | Christian Fittipaldi | 8   | 5   | 11  | 12  | 2   | 1   | 1   | 14  | 2   | 4   | 7   | 14  | 308    |
| 5    | Ryan Dalziel         | 6   | 2   | 6   | 2   | 3   | 3   | 8   | 1   | 14  | 11  | 13  | 7   | 308    |
| 5    | Alex Popow           | 6   | 2   | 6   | 2   | 3   | 3   | 8   | 1   | 14  | 11  | 13  | 7   | 308    |
| 6    | João Barbosa         | 4   | 14  | 9   | 12  | 2   | 1   | 1   | 14  | 2   | 4   | 7   | 14  | 306    |
| 7    | Richard Westbrook    | 5   | 11  | 3   | 5   | 5   | 9   | 9   | 6   | 13  | 12  | 8   | 9   | 279    |
| 7    | Ricky Taylor         | 5   | 11  | 3   | 5   | 5   | 9   | 9   | 6   | 13  | 12  | 8   | 9   | 279    |
| 8    | Brian Frisselle      | 8   | 5   | 11  | 8   | 11  | 7   | 5   | 16  | 3   | 5   | 11  | 8   | 276    |
| 9    | Burt Frisselle       | 4   | 14  | 9   | 8   | 11  | 7   | 5   | 16  | 3   | 5   | 11  | 8   | 274    |
| 10   | Dane Cameron         | 9   | 8   | 7   | 13  | 4   | 8   | 12  | 12  | 10  | 7   | 9   | 4   | 269    |
| 10   | Wayne Nonnamaker     | 9   | 8   | 7   | 13  | 4   | 8   | 12  | 12  | 10  | 7   | 9   | 4   | 269    |
| Pos. | Pilote(s)            | R24 | TXS | BIR | ATL | BEL | LEX | S6H | IMS | ELK | KAN | LGA | LIM | Points |

| Couleur | Résultat                     |
| ------- | ---------------------------- |
| Or      | Vainqueur                    |
| Argent  | 2e place                     |
| Bronze  | 3e place                     |
| Vert    | Terminé, dans les points     |
| Bleu    | Terminé, pas dans les points |
| Violet  | Abandon (Ab.) ou (Ret)       |
| Violet  | Non classé (NC)              |
| Rouge   | Pas qualifié (DNQ)           |
| Noir    | Disqualifié (DSQ)            |
| Blanc   | Pas au départ (DNS)          |
| Blanc   | Forfait (WD)                 |
| Blanc   | N'a pas participé (DNP)      |
| Blanc   | Blessé (INJ)                 |
| Blanc   | Exclu (EX)                   |
| Blanc   | Course annulée (C)           |

- Les pilotes désignés par † n'ont pas effectué suffisamment de tours pour marquer des points.